# Марі-Сеснур
Марі́-Сесну́р (рос. Мари-Сеснур, марій. Марий Сеснур) — присілок у складі Параньгинського району Марій Ел, Росія. Входить до складу Єлеєвського сільського поселення.

## Населення
Населення — 52 особи (2010; 64 у 2002).
Національний склад (станом на 2002 рік):
- марі — 100 %